# Stegodyphus africanus
Espèce
Synonymes
- Eresus africanus Blackwall, 1866
- Stegodyphus luctuosus Simon, 1906

Stegodyphus africanus est une espèce d'araignées aranéomorphes de la famille des Eresidae.

## Distribution
Cette espèce se rencontre en Afrique du Sud, au Swaziland, au Mozambique, au Zimbabwe, en Namibie, en Angola, au Congo-Kinshasa et au Cameroun,.

## Publication originale
- Blackwall, 1866 : A list of spiders captured in the southeast region of equatorial Africa, with descriptions of such species as appear to be new to arachnologists. Annals and Magazine of Natural History, sér. 3, vol. 18, p. 451-468 (texte intégral).